# Cochemiea fraileana

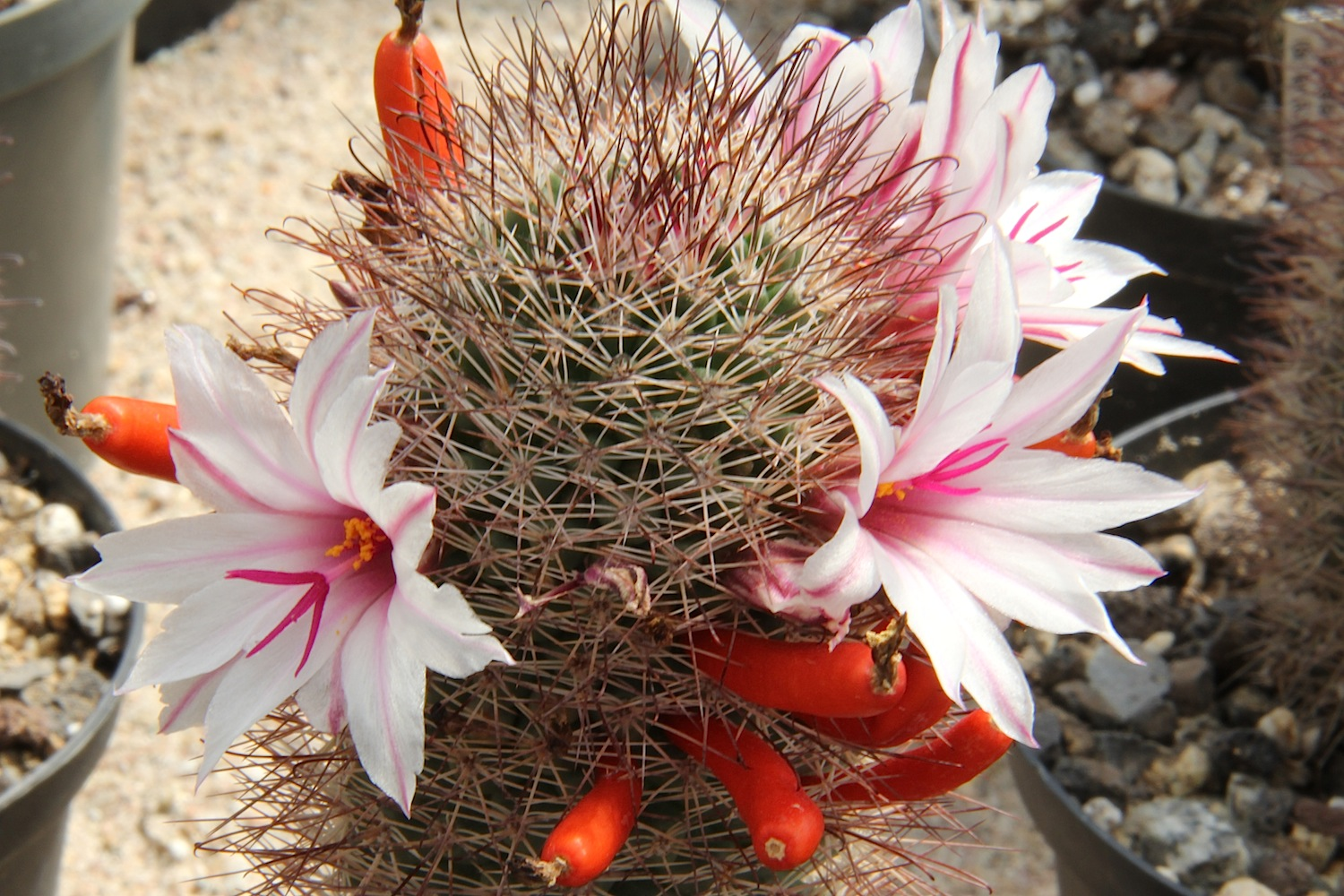
Mammillaria fraileana Blüten und Samen

Cochemiea fraileana ist eine Pflanzenart aus der Gattung  Cochemiea in der Familie der Kakteengewächse (Cactaceae). Das Artepitheton fraileana ehrt den Spanier Manuel Fraile (* 1850), der die Kakteensammlung des Landwirtschaftsministeriums der Vereinigten Staaten betreute.

## Beschreibung
Die zylindrischen, grünen bis rötlich-violetten Pflanzen bilden für gewöhnlich kleine Polster. Die Triebe erreichen Wuchshöhen von 10 bis 15 Zentimetern bei Durchmessern von 2 bis 3 Zentimetern. Die Warzen enthalten keinen Milchsaft, sind 5 Millimeter lang und unten 3 bis 4 Millimeter breit. Die Axillen sind kahl und haben für gewöhnlich einige Borsten. Die 11 bis 12 Randdornen sind nadelartig, dünn und weiß. Sie werden 8 bis 10 Millimeter lang. Die 3 bis 4 dunkelbraunen Mitteldornen, von denen einer gehakt ist, sind bis zu 10 Millimeter lang.
Die glockenförmig-trichterigen, rosaroten Blüten sind 2,5 Zentimeter lang und im Durchmesser. Die linealisch-länglichen Kelchblätter sind dunkel getönt. Die breitlanzettlichen, lang zugespitzten Kronblätter sind zum Schlund hin rosarot, während sie oben mehr rosafarben sind.  Die äußeren Kronblätter können auch einen dunklen Mittelstreifen haben. Die Staubblätter bestehen aus rosafarbenen Staubfäden und gelben Staubbeuteln. Der Griffel ist rosa, die Narbe fünfteilig.
Die keulenförmigen, lilarosafarbenen Früchte haben einen Blütenrest und enthalten schwarze, kugelförmige Samen.

## Systematik und Verbreitung
Die ersten Exemplare wurden 1911 von Joseph Nelson Rose auf den Inseln Pichilinque Island, Cerralbo Island und Catalina Island vor der Küste von Baja California Sur, dem Verbreitungsgebiet der Art, gesammelt.
Die Erstbeschreibung als Neomammillaria fraileana erfolgte 1923 durch Nathaniel Lord Britton und Joseph Nelson Rose. Peter B. Breslin und Lucas C. Majure stellten die Art 2021 in die Gattung Cochemiea. Weitere nomenklatorische Synonyme sind Chilita fraileana (Britton & Rose) Orcutt (1926), Mammillaria fraileana (Britton & Rose) Boed. (1933), Ebnerella fraileana (Britton & Rose) Buxb. (1951), Mammillaria albicans f. fraileana (Britton & Rose) Lüthy (1992), Mammillaria albicans subsp. fraileana (Britton & Rose) D.R.Hunt (1997) und Bartschella albicans subsp. fraileana (Britton & Rose) Doweld (2000).

## Nachweise